# Yang Seung-kook
Yang Seung-kook (19 de agosto de 1944) - é um ex-jogador de futebol norte-coreano, que atuava como atacante.

## Carreira
Yang Seung-kook fez parte do histórico elenco da Seleção Norte-Coreana de Futebol, na Copa do Mundo de 1966, ele marcou um gol contra Portugal. Seu gol, aos 25 minutos de jogo, colocou os asiáticos à frente por 3-0 nas quartas-de-final, mas eles terminaram derrotados em grande desempenho de Eusébio, autor de quatro gols (dois, ainda no primeiro tempo) na vitória lusitana por 5-3.